# United Nations Protection Force
Die United Nations Protection Force (UNPROFOR), auf Deutsch: Schutztruppe der Vereinten Nationen, war der Name der am 21. Februar 1992 vom UN-Sicherheitsrat beschlossenen Friedenstruppe der Vereinten Nationen in den von serbischen Truppen gehaltenen Gebieten von Bosnien und Herzegowina (Bosnienkrieg) und Kroatien (Kroatienkrieg). Diese wurde beschlossen, nachdem erstmals in den Jugoslawienkriegen ein länger währender Waffenstillstand unter Vermittlung des UN-Unterhändlers Cyrus Vance eingehalten worden war.
Das Mandat war zunächst auf zwölf Monate begrenzt, wurde aber immer wieder bis zum Abschluss des Daytoner Abkommens im Spätherbst 1995 verlängert. Die nachfolgenden internationalen Truppen in Bosnien und Herzegowina trugen zunächst den Namen IFOR (Implementation Force) und seit Dezember 1996 die Bezeichnung SFOR (Stabilization Force). Im Dezember 2004 übernahm die EUFOR (European Union Force) das Kommando der Internationalen Streitkräfte in Bosnien und Herzegowina.

Abzeichen eines Militärbeobachters der UNPROFOR

Das Mandat der UNPROFOR verpflichtete die Truppen zur Neutralität und erlaubte nur die Überwachung der Einhaltung von Waffenstillständen, die aber immer wieder gebrochen wurden, sowie in begrenztem Umfang den Schutz und die Versorgung der Zivilbevölkerung, besonders in den 1993 eingerichteten UN-Schutzzonen.

## Beteiligte Staaten

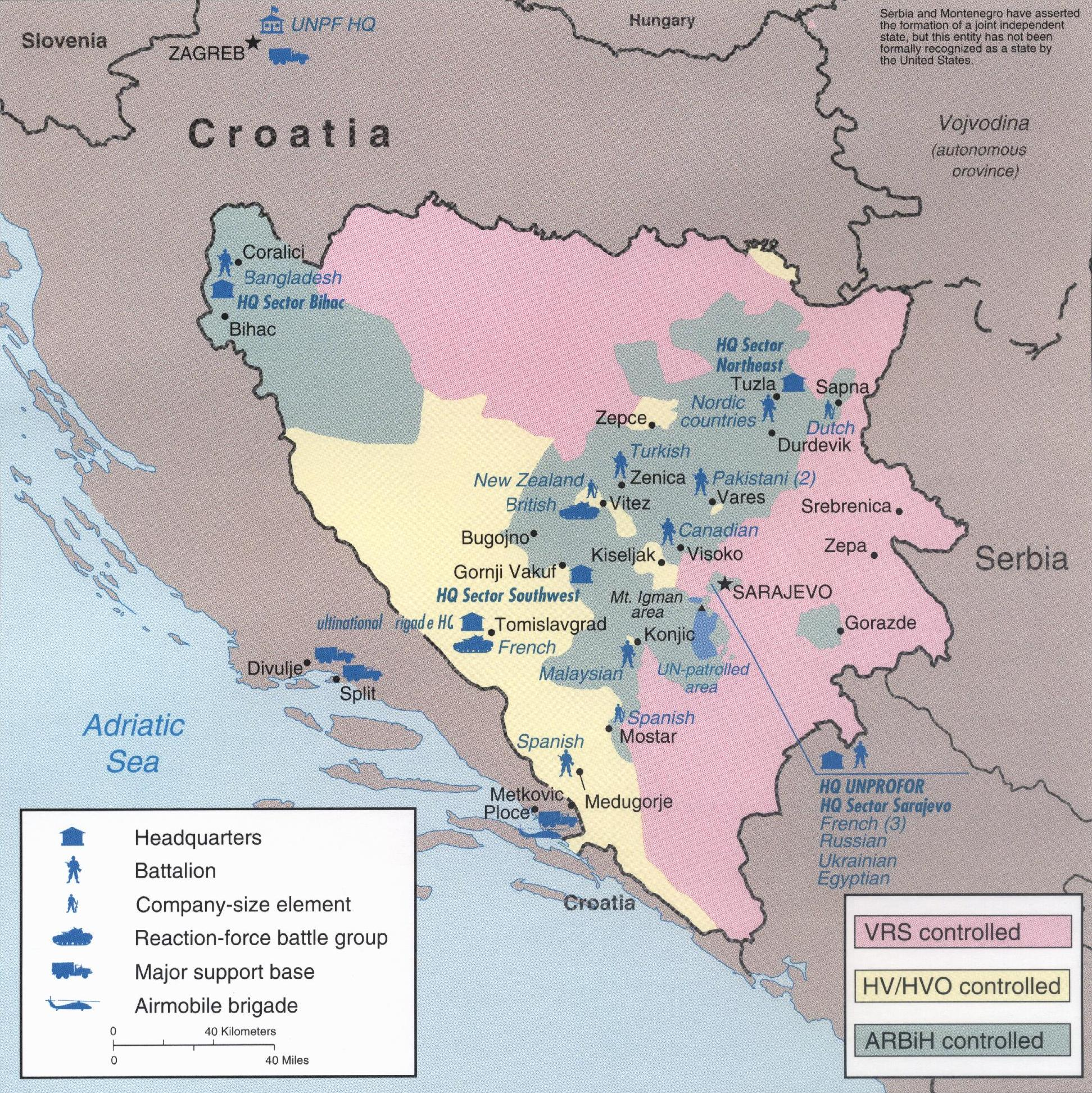
Stationierung der UNPROFOR in Bosnien und Herzegowina

An der UNPROFOR beteiligten sich Truppen aus Argentinien, Belgien, Luxemburg, Dänemark, Finnland, Frankreich, Großbritannien, Indonesien, Jordanien, Kanada, Kenia, Nepal, den Niederlanden, Norwegen, Tschechien, Pakistan, Polen, Russland, der Slowakei, Schweden, der Ukraine und den USA.
Anfänglich betrug ihre Gesamtstärke 16.000 Mann und steigerte sich bis November 1994 auf 38.130 Soldaten.
Die größten Truppenkontingente stellten Frankreich mit 4.493, Großbritannien mit 3.405, Jordanien mit 3.367 und Pakistan mit 3.017 Soldaten.
Deutschland war mit der Bundeswehr zunächst nur im Rahmen logistischer Unterstützung sowie zur Luftraumüberwachung des verhängten Waffenembargos über der Adria beteiligt. Nach einem Beschluss des Bundestages vom 30. Juni 1995 wurde in Trogir (Kroatien) zur Unterstützung der UNPROFOR ein deutsch-französisches Feldlazarett eingerichtet.

## Hauptquartier
- März 1992 bis Juli 1992 in Sarajevo, zwischenzeitlich in Belgrad
- August 1992 bis Dezember 1995 in Zagreb

## Kommandeure der UNPROFOR
- März 1992 bis März 1993: Generalleutnant Satish Nambiar, Indien
- März 1993 bis Juni 1993: Generalleutnant Lars-Eric Wahlgren, Schweden
- Juni 1993 bis März 1994: General Jean Cot, Frankreich
- März 1994 bis Dezember 1995: General Bertrand de Sauville de La Presle, Frankreich

## Srebrenica

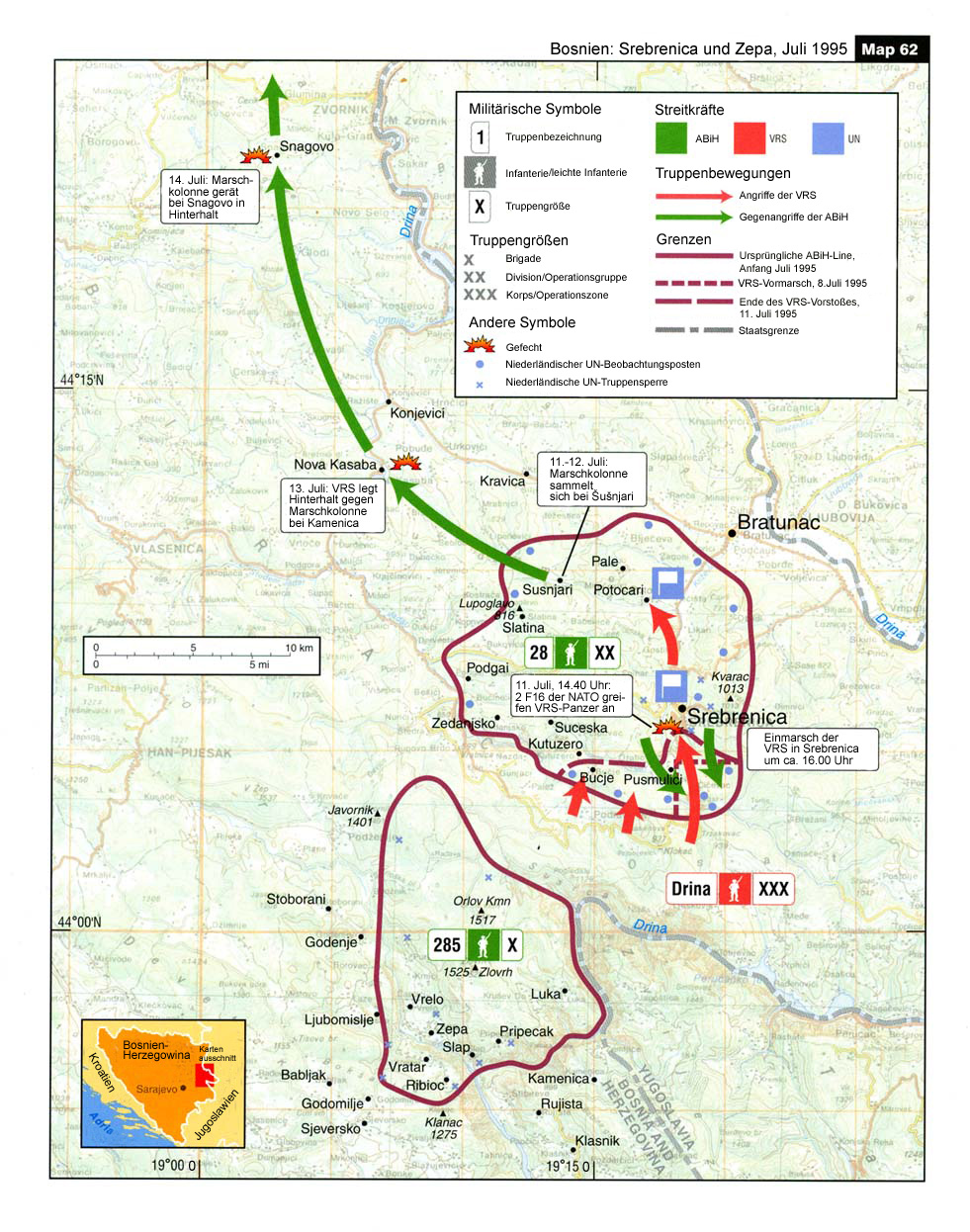
Karte der militärischen Aktivitäten während des Massakers von Srebrenica 1995

Heftige internationale Kritik gab es nach dem Massaker von Srebrenica im Juli 1995. Die Vereinten Nationen hatten es nicht geschafft die Zivilbevölkerung durch die UNPROFOR-Mission zu schützen. Am 11. Juli 1995 wurde Srebrenica von serbischen Truppen unter dem Kommando von General Ratko Mladić eingenommen.
Die UN-Schutztruppen leisteten keinen Widerstand. Auf die Besetzung der Stadt folgte eines der schwersten Massaker des Bosnienkrieges, bei dem schätzungsweise 8.000 muslimische Bosnier ermordet wurden. Dieses Kriegsverbrechen wurde durch den UN-Sonderberichterstatter Tadeusz Mazowiecki sorgfältig dokumentiert.
Noch im Juli hatte er in der Region Tuzla unter Flüchtlingen aus Srebrenica umfangreiche Befragungen durchgeführt. Daraus geht hervor, dass serbische Einheiten am 12. Juli auf einem Fabrikgelände im Vorort Potočari – in unmittelbarer Nähe des UN-Quartiers, in dem niederländische Blauhelme der Einheit Dutchbat unter Thomas Karremans stationiert waren – tausende Muslime zusammentrieben. Sie selektierten Frauen und Kinder, um sie auf Bussen und Lastwagen Richtung Tuzla abzutransportieren. Die zurückgebliebenen Männer – darunter auch Jungen und Greise – wurden abgeführt und ermordet.

## Hakija-Turajlić-Zwischenfall
Kritisiert wurde auch das Verhalten von UN-Soldaten am 8. Januar 1993. Bosnische Serben stoppten an diesem Tag den von französischen Soldaten bewachten UN-Konvoi mit dem bosnischen Vize-Premierminister Hakija Turajlić, der sich auf dem Weg vom Flughafen Sarajevo zum Regierungssitz befand. Kurz darauf wurde Turajlić an einem Kontrollpunkt in seinem Auto erschossen.

## Befreiung von Bischof Perić
Erfolgreich handelte die Schutztruppe hingegen am 2. April 1995, als es ihr gelang, den katholischen Bischof von Mostar-Duvno, Ratko Perić, ohne Blutvergießen aus der Geiselhaft kroatischer Freischärler in einer von den Međugorjer Franziskanern geführten Kapelle zu befreien. Die UNPROFOR war seinerzeit durch den Bürgermeister von Mostar um Hilfe gebeten worden.

## Sarajevo

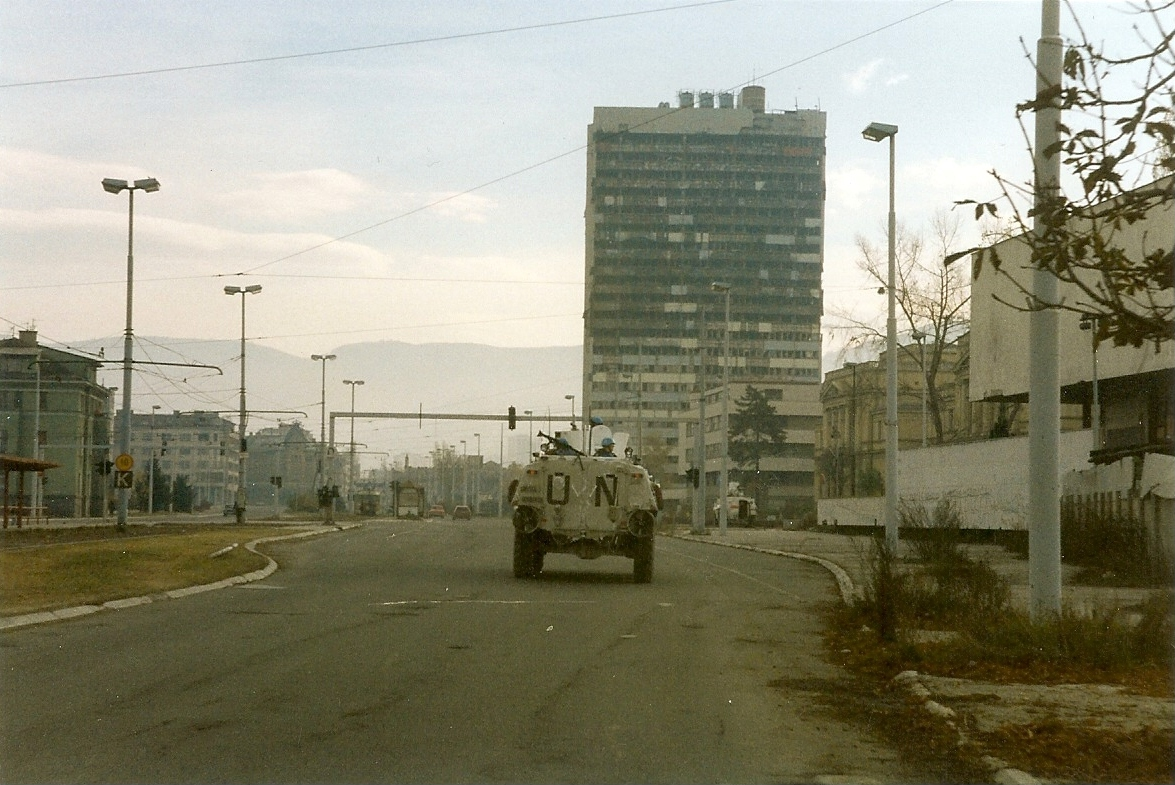
Norwegische UN-Soldaten im Transportpanzer Sisu Pasi im Dezember 1995 in Sarajevo

Während der Belagerung von Sarajevo gehörten zu den Aufgaben der UNPROFOR neben der Aufrechterhaltung der Luftbrücke über den Flughafen und der Versorgung der Bevölkerung mit Hilfsgütern auch weitere Maßnahmen zum Schutz der Zivilbevölkerung in der Stadt. Gepanzerte Fahrzeuge halfen Fußgängern bei der Passage von gefährlichen Scharfschützengassen. Weiterhin wurden Barrikaden zum Schutz vor Heckenschützen errichtet, indem Straßenbahnen in Position gefahren wurden bzw. Container, Lkws oder zerstörte Fahrzeuge in Stellung gebracht wurden. UN-Fahrzeuge waren eine der wenigen Transportmöglichkeiten in der Stadt. Weiterhin wurden Elektroleitungen repariert und der Müll beseitigt.